# 244 (số)
244 (hai trăm bốn mươi tư) là một số tự nhiên ngay sau 243 và ngay trước 245.